# 赫氏蠍鯰
赫氏蠍鯰為輻鰭魚綱鯰形目鼬鯰科的其中一種，為熱帶淡水魚，分布於南美洲亞馬遜河、奧里諾科河及黑河流域，體長可達16.1公分，棲息在底層水域，生活習性不明。